# Neoterebra protexta
Neoterebra protexta é uma espécie de gastrópode do gênero Neoterebra, pertencente a família Terebridae.

## Descrição
O tamanho de uma concha adulta varia entre 16 a 28 mm.

## Distribuição
Esta espécie marinha ocorre no Oceano Atlântico, perto da Carolina do Norte, Estados Unidos para o Brasil, no Mar do Caribe e o Golfo do México.